# Petrochelidon fulva
La golondrina pueblera  (Petrochelidon fulva) es una especie de ave de la familia Hirundinidae propia del sur de Norteamérica y el Caribe. Pertenece al mismo género de la más familiar y extendida golondrina risquera de Norteamérica. La golondrina pueblera se encuentra en México el sur de Estados Unidos y en las Antillas Mayores. Las poblaciones del interior de México, el Yucatán y las Antillas meridionales son sedentarias pero el resto son migratorias.
Las golondrinas puebleras miden de 12 a 14 cm, en longitud y peso 19 g en promedio. Tienen una parte superior de color azul-gris y al frente de la garganta son de color chocolate-mandarina.
Hay dos subespecies en el sur de Estados Unidos: P. f. fulva en Florida y P. f. pelodoma en los estados del sureste de Estados Unidos y noreste de México. La subespecie cubana P. f. cavicola es muy similar a P. f. fulva.